# پارک ملی چیریبیکوت
پارک ملی چیریبیکوت (به اسپانیایی: Parque nacional natural Sierra de Chiribiquete) یک پارک ملی در کلمبیا است که در بخش کاکئتا واقع شده‌است.